# Lista de programas originais distribuídos pela HBO
Esta é uma lista de programas originais produzidos e co-produzidos pela Home Box Office em toda sua história.

## Programação atual

### Drama
- Westworld (2016)
- Succession (2018)
- My Brilliant Friend (2018)[a]
- Gentleman Jack (2019)[b]
- Euphoria (2019)
- His Dark Materials (2019)[b]
- Perry Mason (2020)
- Lovecraft Country (2020)
- Industry (2020)[c]

### Comédia
- Curb Your Enthusiasm (2000)
- High Maintenance (2016)
- Insecure (2016)
- Barry (2018)
- Los Espookys (2019)
- The Righteous Gemstones (2019)
- Avenue 5 (2020)
- Betty (2020)
- I May Destroy You (2020)[b]

### Comédia esquete
- Random Acts of Flyness (2018)
- A Black Lady Sketch Show (2019)

### Realityshow / improviso
- We're Here (2020)

### Série documental
- Axios (2018)
- The Vow (2020)

### Antologia
- True Detective (2014)

### Minissérie
- The Undoing (2020)

### Esporte
- Real Sports with Bryant Gumbel (1995)
- Hard Knocks (2001)
- The Shop (2018)

### Entrevista / variedade
- Real Time with Bill Maher (2003)
- Last Week Tonight with John Oliver (2014)
- Seeing America with Megan Rapinoe (2020)

## Próxima programação

### Drama
- The Gilded Age (2021)[1][2]
- In Treatment(2008–10; 2021)[d][3]
- The Nevers (2021)[4][1]
- House of the Dragon (2022)[5]
- Demimonde[6]
- The Time Traveler's Wife[7]

### Comédia
- The Baby[e][8]
- Qualityland[9]
- Somebody Somewhere[10]

### Minissérie
- Mare of Easttown (2021)[1][11]
- A5[9]
- Gorilla and the Bird[12]
- Landscapers[e][13]
- Maniac Cop[f][14]
- Parasite[15]
- Scenes from a Marriage[16]
- Showtime[17]
- The Son[18]
- The White House Plumbers[19]
- The White Lotus[20]

### Série documental
- How To with John Wilson (23 de outubro de 2020)[21]
- Tiger (13 de dezembro de 2020)[22]
- The Lady and the Dale (2021)[23]

### Variedade
- Show de entrevista de Sam Jay sem título (2021)[24]

## Em desenvolvimento

### Drama
- Ascension[25][26]
- Asunda[27]
- The Big D[28]
- The Hater[29]
- Hellraiser[30]
- The Last of Us[31]
- Loner[32]
- Queens[33]
- Sphere[34]
- Série sobre Ivanka Trump sem título[35]

### Comédia
- Counterfeit[36]
- Pride[37]
- They Both Die at the End[38]
- Tre Cnt[39]
- Projeto de David Spade sem título[40]
- Projeto de Ricky Velez sem título[41]

### Minissérie
- Black Flags[42]
- A Dry Run[43]
- The First Shot[44]
- Lake Success[45]
- Poisonwood Bible[46]
- Rise and Kill First[47]
- Unruly[48]
- The Vanishing Half[49]
- Projet de SpaceX sem título[50]

## Programação anterior
A seguir uma lista de programas da HBO que já esteve na programação do canal no passado. Alguns desses programas podem ser encontrados em vídeo sob demanda para assinantes.

### Animação
| Title                   | Primeira exibição | Último exibição |
| ----------------------- | ----------------- | --------------- |
| Animals                 | 2016              | 2018            |
| Spicy City              | 1997              | 1997            |
| The Life & Times of Tim | 2008              | 2012            |
| Spawn                   | 1997              | 1999            |

### Antologia
| Title                    | Primeira exibição | Última exibição |
| ------------------------ | ----------------- | --------------- |
| Perversions of Science   | 1997              | 1997            |
| Tales from the Crypt     | 1989              | 1996            |
| The Ray Bradbury Theater | 1985              | 1986            |
| Room 104                 | 2017              | 2020            |

### Comédia
| Title                         | Primeira exibição | Última exibição |
| ----------------------------- | ----------------- | --------------- |
| 1st & Ten                     | 1984              | 1991            |
| Arliss                        | 1996              | 2002            |
| Ballers                       | 2015              | 2019            |
| Bored to Death                | 2009              | 2011            |
| Camping                       | 2018              | 2018            |
| Crashing                      | 2017              | 2019            |
| Divorce                       | 2016              | 2019            |
| Dream On                      | 1990              | 1996            |
| Eastbound & Down              | 2009              | 2013            |
| Enlightened                   | 2011              | 2013            |
| Entourage                     | 2004              | 2011            |
| Flight of the Conchords       | 2007              | 2009            |
| Getting On                    | 2013              | 2015            |
| Girls                         | 2012              | 2017            |
| Hello Ladies                  | 2013              | 2014            |
| How to Make It in America     | 2010              | 2011            |
| Hung                          | 2009              | 2011            |
| Looking                       | 2014              | 2016            |
| Lucky Louie                   | 2006              | 2006            |
| Run                           | 2020              | 2020            |
| Sex and the City              | 1998              | 2004            |
| Silicon Valley                | 2014              | 2019            |
| Tenacious D                   | 1997              | 2000            |
| The Boring Life of Jacqueline | 2012              | 2012            |
| The Brink                     | 2015              | 2015            |
| The Comeback                  | 2005              | 2014            |
| The High Life                 | 1996              | 1996            |
| The Larry Sanders Show        | 1992              | 1998            |
| The Mind of the Married Man   | 2001              | 2002            |
| The Neistat Brothers          | 2010              | 2010            |
| Togetherness                  | 2015              | 2016            |
| Unscripted                    | 2005              | 2005            |
| Veep                          | 2012              | 2019            |
| Vice Principals               | 2016              | 2017            |

### Comédia esquete
| Title                       | Primeira exibiçãot | Última exibição |
| --------------------------- | ------------------ | --------------- |
| Da Ali G Show               | 2003               | 2004            |
| Funny or Die Presents       | 2010               | 2011            |
| Hardcore TV                 | 1992               | 1994            |
| Little Britain USA          | 2008               | 2008            |
| Mr. Show with Bob and David | 1995               | 1998            |
| Not Necessarily the News    | 1983               | 1990            |
| The Kids in the Hall        | 1989               | 1995            |
| Tracey Takes On...          | 1996               | 1999            |

### Co-produções
| Title                              | Primeira exibição | Última exibição |
| ---------------------------------- | ----------------- | --------------- |
| All the Rivers Run                 | 1984              | 1984            |
| Angry Boys                         | 2011              | 2011            |
| Catherine the Great                | 2019              | 2019            |
| Chernobyl                          | 2019              | 2019            |
| Elizabeth I                        | 2005              | 2005            |
| Extras                             | 2005              | 2007            |
| Family Tree                        | 2013              | 2013            |
| Five Days                          | 2007              | 2007            |
| House of Saddam                    | 2008              | 2008            |
| Ja'mie: Private School Girl        | 2013              | 2013            |
| Jonah from Tonga                   | 2014              | 2014            |
| Life's Too Short                   | 2011              | 2013            |
| Mrs. Fletcher                      | 2019              | 2019            |
| Sally4Ever                         | 2018              | 2018            |
| Parade's End                       | 2013              | 2013            |
| Philip Marlowe, Private Eye        | 1983              | 1986            |
| Rome                               | 2005              | 2007            |
| The Casual Vacancy                 | 2015              | 2015            |
| The Hitchhiker                     | 1983              | 1987            |
| The New Pope                       | 2020              | 2020            |
| The No. 1 Ladies' Detective Agency | 2008              | 2009            |
| The Ricky Gervais Show             | 2010              | 2012            |
| The Third Day                      | 2020              | 2020            |
| The Young Pope                     | 2017              | 2017            |
| Tsunami: The Aftermath             | 2006              | 2006            |
| We Are Who We Are                  | 2020              | 2020            |
| Years and Years                    | 2019              | 2019            |

### Drama
| Title                           | Primeira exibição | Última exibição |
| ------------------------------- | ----------------- | --------------- |
| Big Little Lies                 | 2017              | 2019            |
| Big Love                        | 2006              | 2011            |
| Boardwalk Empire                | 2010              | 2014            |
| Carnivàle                       | 2003              | 2005            |
| Deadwood                        | 2004              | 2006            |
| Game of Thrones                 | 2011              | 2019            |
| Here and Now                    | 2018              | 2018            |
| In Treatment                    | 2008              | 2010            |
| John from Cincinnati            | 2007              | 2007            |
| K Street                        | 2003              | 2003            |
| Lifestories: Families in Crisis | 1992              | 1996            |
| Luck                            | 2011              | 2012            |
| Maximum Security                | 1984              | 1984            |
| Oz                              | 1997              | 2003            |
| Six Feet Under                  | 2001              | 2005            |
| Tell Me You Love Me             | 2007              | 2007            |
| The Deuce                       | 2017              | 2019            |
| The Leftovers                   | 2014              | 2017            |
| The Newsroom                    | 2012              | 2014            |
| The Outsider                    | 2020              | 2020            |
| The Sopranos                    | 1999              | 2007            |
| The Wire                        | 2002              | 2008            |
| Treme                           | 2010              | 2013            |
| True Blood                      | 2008              | 2014            |
| Vinyl                           | 2016              | 2016            |

### Entrevista / variedade
| Title                                 | Primeira exibição | Última exibição |
| ------------------------------------- | ----------------- | --------------- |
| After the Thrones                     | 2016              | 2016            |
| Any Given Wednesday with Bill Simmons | 2016              | 2016            |
| Backstage in Hollywood                | 1979              | 1980            |
| Def Poetry Jam                        | 2002              | 2007            |
| Dennis Miller Live                    | 1994              | 2002            |
| Joe Buck Live                         | 2009              | 2009            |
| Standing Room Only                    | 1976              | 1982            |
| The Chris Rock Show                   | 1997              | 2000            |

### Esporte
| Title                         | Primeira exibição | Última exibição |
| ----------------------------- | ----------------- | --------------- |
| Boxing After Dark             | 1996              | 2018            |
| Costas Now                    | 2005              | 2009            |
| Inside the NFL                | 1977              | 2008            |
| KO Nation                     | 2000              | 2001            |
| HBO World Championship Boxing | 1973              | 2018            |
| On Freddie Roach              | 2012              | 2012            |
| On the Record with Bob Costas | 2001              | 2004            |
| Race for the Pennant          | 1978              | 1992            |
| Wimbledon Tennis              | 1975              | 1999            |

### Infantil e família
| Title                                           | Primeira exibição | Última exibição |
| ----------------------------------------------- | ----------------- | --------------- |
| 30 by 30: Kid Flicks                            | 1999              | 2001            |
| Animated Tales of the World                     | 2001              | 2006            |
| Anthony Ant                                     | 1999              | 1999            |
| Esme & Roy                                      | 2018              | 2019            |
| Encyclopedia                                    | 1988              | 1989            |
| Encyclopedia Brown                              | 1989              | 1990            |
| Fraggle Rock                                    | 1983              | 1987            |
| Freshman Year                                   | 2001              | 2001            |
| George and Martha                               | 1999              | 2000            |
| Happily Ever After: Fairy Tales for Every Child | 1995              | 2000            |
| Harold and the Purple Crayon                    | 2001              | 2002            |
| HBO Storybook Musicals                          | 1987              | 1994            |
| I Spy                                           | 2002              | 2004            |
| A Little Curious                                | 1998              | 2000            |
| Rainbow Fish                                    | 1999              | 2004            |
| Sesame Street                                   | 2016              | 2020            |
| Stuart Little: The Animated Series              | 2002              | 2003            |
| Tales from the Neverending Story                | 2000              | 2002            |
| The Baby-Sitters Club                           | 1990              | 1990            |
| The Country Mouse and the City Mouse Adventures | 1998              | 2001            |
| The Little Lulu Show                            | 1995              | 1999            |
| The Neverending Story                           | 1995              | 1996            |
| The Real Story of...                            | 1991              | 1994            |

### Minissérie
| Title                      | Ano de exibição |
| -------------------------- | --------------- |
| Angels in America          | 2003            |
| Band of Brothers           | 2001            |
| Empire Falls               | 2005            |
| From the Earth to the Moon | 1998            |
| Generation Kill            | 2008            |
| Hotel Room                 | 1993            |
| I Know This Much Is True   | 2020            |
| John Adams                 | 2008            |
| Laurel Avenue              | 1993            |
| Mildred Pierce             | 2011            |
| Mosaic                     | 2018            |
| Olive Kitteridge           | 2014            |
| Our Boys                   | 2019            |
| Sharp Objects              | 2018            |
| Show Me a Hero             | 2015            |
| Tanner '88                 | 1988            |
| The Corner                 | 2000            |
| The Far Pavilions          | 1984            |
| The Night Of               | 2016            |
| The Pacific                | 2010            |
| The Plot Against America   | 2020            |
| The Seekers                | 1979            |
| Watchmen                   | 2019            |

### Outros
| Title             | Primeira exibição | Última exibição |
| ----------------- | ----------------- | --------------- |
| Braingames        | 1983              | 1985            |
| Classical Baby    | 2005              | 2008            |
| Crashbox          | 1999              | 2001            |
| Reverb            | 1997              | 2001            |
| Vice News Tonight | 2016              | 2019            |
| Video Jukebox     | 1981              | 1986            |

### Série documental
| Title                                             | Primeira exibição | Última exibição |
| ------------------------------------------------- | ----------------- | --------------- |
| America Undercover                                | 1983              | 2008            |
| Atlanta's Missing and Murdered: The Lost Children | 2020              | 2020            |
| Autopsy                                           | 1994              | 2008            |
| Beautiful, Baby, Beautiful                        | 1980              | 1981            |
| Cathouse: The Series                              | 2004              | 2008            |
| Dane Cook's Tourgasm                              | 2006              | 2006            |
| Family Bonds                                      | 2004              | 2004            |
| G String Divas                                    | 2000              | 2000            |
| I'll Be Gone in the Dark                          | 2020              | 2020            |
| Kindergarten                                      | 2001              | 2001            |
| Masterclass                                       | 2010              | 2014            |
| McMillions                                        | 2020              | 2020            |
| On Tour with Asperger's Are Us                    | 2019              | 2019            |
| Pornucopia                                        | 2004              | 2004            |
| Project Greenlight                                | 2001              | 2015            |
| Real Sex                                          | 1992              | 2009            |
| Sonic Highways                                    | 2014              | 2014            |
| Taxicab Confessions                               | 1995              | 2006            |
| Time Was...                                       | 1979              | 1980            |
| Yesteryear                                        | 1982              | 1982            |
| The Jinx                                          | 2015              | 2015            |
| The Defiant Ones                                  | 2017              | 2017            |
| Vice                                              | 2013              | 2018            |
| Wyatt Cenac's Problem Areas                       | 2018              | 2019            |

### Stand-upde comédia
| Title                          | Primeira exibição | Última exibição |
| ------------------------------ | ----------------- | --------------- |
| Def Comedy Jam                 | 1992              | 2008            |
| Down and Dirty with Jim Norton | 2008              | 2008            |
| HBO Comedy Half-Hour           | 1994              | 1999            |
| On Location                    | 1976              | 1985            |
| One Night Stand                | 1989              | 2005            |

Especiais
| Título                                                                               | Exibição/estreia        |
| ------------------------------------------------------------------------------------ | ----------------------- |
| Robert Klein: An Evening with Robert Klein                                           | 31 de dezembro de 1975  |
| George Carlin at USC                                                                 | 1977                    |
| Robert Klein Revisited                                                               | 1977                    |
| George Carlin: Again!                                                                | 23 de julho de 1978     |
| Robert Klein at Yale                                                                 | 1982                    |
| George Carlin: Carlin at Carnegie                                                    | 8 de janeiro de 1983    |
| Eddie Murphy: Delirious                                                              | 7 de agosto de 1983     |
| Billy Crystal: A Comic's Line                                                        | 10 de fevereiro de 1984 |
| George Carlin: Carlin on Campus                                                      | 22 de junho de 1984     |
| Robert Klein: Child of the 50s, Man of the 80s                                       | 24 de agosto de 1984    |
| Comic Relief                                                                         | 29 de março de 1986     |
| George Carlin: Playin' with Your Head                                                | 14 de junho de 1986     |
| Robert Klein on Broadway                                                             | 26 de julho de 1986     |
| Jerry Seinfeld: Stand-Up Confidential                                                | 5 de setembro de 1987   |
| An All-Star Toast to the Improv                                                      | 30 de janeiro de 1988   |
| Dennis Miller: Mr. Miller Goes to Washington                                         | 27 de fevereiro de 1988 |
| George Carlin: What Am I Doing in New Jersey?                                        | 12 de junho de 1988     |
| George Carlin: Parental Advisory: Explicit Lyrics\|Doin' It Again                    | 2 de junho de 1990      |
| Bob Saget: In the Dream State                                                        | 4 de agosto de 1990     |
| Dennis Miller: Black and White                                                       | 15 de dezembro de 1990  |
| Richard Jeni: Platypus Man                                                           | 30 de janeiro de 1992   |
| George Carlin: Jammin' in New York                                                   | 25 de abril de 1992     |
| Dennis Miller: Live from Washington D.C.: They Shoot HBO Specials, Don't They?       | 27 de março de 1993     |
| Rosie O'Donnell                                                                      | 29 de abril de 1995     |
| 20 Years of Comedy on HBO                                                            | 12 de agosto de 1995    |
| Bill Maher: Stuff That Struck Me Funny                                               | 23 de setembro de 1995  |
| Dana Carvey: Critics' Choice                                                         | 14 de outubro de 1995   |
| Dennis Miller: Citizen Arcane                                                        | 2 de março de 1996      |
| George Carlin: Back in Town                                                          | 30 de março de 1996     |
| Chris Rock: Bring the Pain                                                           | 1 de junho de 1996      |
| Bill Maher: The Golden Goose Special                                                 | 6 de janeiro de 1997    |
| George Carlin: Personal Favorites                                                    | 23 de fevereiro de 1997 |
| George Carlin: 40 Years of Comedy                                                    | 28 de fevereiro de 1997 |
| Richard Jeni: A Good Catholic Boy                                                    | 15 de setembro de 1997  |
| Denis Leary: Lock 'n Load                                                            | 15 de novembro de 1997  |
| David Spade: Take the Hit                                                            | 17 de abril de 1998     |
| Jerry Seinfeld: I'm Telling You for the Last Time                                    | 8 de agosto de 1998     |
| George Carlin: You Are All Diseased                                                  | 6 de fevereiro de 1999  |
| Chris Rock: Bigger & Blacker                                                         | 10 de julho de 1999     |
| D. L. Hughley: Goin' Home                                                            | 7 de agosto de 1999     |
| David Cross: The Pride Is Back                                                       | 18 de setembro de 1999  |
| Dennis Miller: The Millennium Special - 1,000 Years, 100 Laughs, 10 Really Good Ones | 4 de dezembro de 1999   |
| Bill Maher: Be More Cynical                                                          | 10 de junho de 2000     |
| Ellen DeGeneres: The Beginning                                                       | 23 de julho de 2000     |
| Dave Chappelle: Killin' Them Softly                                                  | 26 de julho de 2000     |
| Robert Klein: Child in His 50s                                                       | 2 de dezembro de 2000   |
| George Carlin: Complaints and Grievances                                             | 17 de novembro de 2001  |
| Jamie Foxx: I Might Need Security                                                    | 23 de fevereiro de 2002 |
| Dennis Miller: The Raw Feed                                                          | 12 de abril de 2003     |
| Ellen DeGeneres: Here and Now                                                        | 25 de junho de 2003     |
| Bill Maher: Victory Begins at Home                                                   | 19 de julho de 2003     |
| Chris Rock: Never Scared                                                             | 17 de abril de 2004     |
| Lewis Black: Black on Broadway                                                       | 15 de maio de 2004      |
| Tracey Ullman: Live and Exposed                                                      | 14 de maio de 2005      |
| Richard Jeni: A Big Steaming Pile of Me                                              | 14 de junho de 2005     |
| Bill Maher: I'm Swiss                                                                | 30 de julho de 2005     |
| George Carlin: Life Is Worth Losing                                                  | 5 de novembro de 2005   |
| Robert Klein: The Amorous Busboy of Decatur Avenue                                   | 3 de dezembro de 2005   |
| Dennis Miller: All In                                                                | 21 de janeiro de 2006   |
| Lewis Black: Red, White, and Screwed                                                 | 10 de junho de 2006     |
| Cedric the Entertainer: Taking You Higher                                            | 15 de julho de 2006     |
| Dane Cook: Vicious Circle                                                            | 4 de setembro de 2006   |
| Katt Williams: The Pimp Chronicles Pt. 1                                             | 16 de setembro de 2006  |
| Wanda Sykes: Sick and Tired                                                          | 14 de outubro de 2006   |
| Louis C.K.: Shameless                                                                | 13 de janeiro de 2007   |
| George Lopez: America's Mexican                                                      | 24 de fevereiro de 2007 |
| Bill Maher: The Decider                                                              | 21 de julho de 2007     |
| Bob Saget: That Ain't Right                                                          | 25 de agosto de 2007    |
| D. L. Hughley: Unapologetic                                                          | 22 de setembro de 2007  |
| Jim Norton: Monster Rain                                                             | 13 de outubro de 2007   |
| Dave Attell: Captain Miserable                                                       | 8 de dezembro de 2007   |
| George Carlin: It's Bad for Ya                                                       | 1 de março de 2008      |
| Dana Carvey: Squatting Monkeys Tell No Lies                                          | 14 de junho de 2008     |
| Chris Rock: Kill the Messenger                                                       | 27 de setembro de 2008  |
| You're Welcome America. A Final Night With George W Bush                             | 14 de março de 2009     |
| Jim Jefferies: I Swear to God                                                        | 16 de maio de 2009      |
| George Lopez: Tall, Dark & Chicano                                                   | 9 de agosto de 2009     |
| Wanda Sykes: I'ma Be Me                                                              | 10 de outubro de 2009   |
| Bill Maher: But I'm Not Wrong                                                        | 13 de fevereiro de 2010 |
| Robert Klein: Unfair and Unbalanced                                                  | 12 de junho de 2010     |
| Tracy Morgan: Black and Blue                                                         | 13 de novembro de 2010  |
| Dennis Miller: The Big Speech                                                        | 19 de novembro de 2010  |
| Colin Quinn: Long Story Short                                                        | 9 de abril de 2011      |
| George Lopez: It's Not Me, It's You                                                  | 14 de julho de 2012     |
| Louis C.K.: Oh My God                                                                | 13 de abril de 2013     |
| Bob Saget: That's What I'm Talkin' About                                             | 10 de maio de 2013      |
| Sarah Silverman: We Are Miracles                                                     | 23 de novembro de 2013  |
| Billy Crystal: 700 Sundays                                                           | 19 de abril de 2014     |
| Katt Williams: Priceless: Afterlife                                                  | 16 de agosto de 2014    |
| Bill Maher: Live from D.C.                                                           | 12 de setembro de 2014  |
| Jerrod Carmichael: Love at the Store                                                 | 4 de outubro de 2014    |
| Mel Brooks: Live at the Geffen                                                       | 31 de janeiro de 2015   |
| Rosie O'Donnell: A Heartfelt Stand Up                                                | 4 de fevereiro de 2015  |
| Tig Notaro: Boyish Girl Interrupted                                                  | 22 de agosto de 2015    |
| Amy Schumer: Live at the Apollo                                                      | 17 de outubro de 2015   |
| Whitney Cummings: I'm Your Girlfriend                                                | 23 de janeiro de 2016   |
| Quincy Jones: Burning the Light                                                      | 2 de junho de 2016      |
| Pete Holmes: Faces and Sounds                                                        | 3 de dezembro de 2016   |
| Jerrod Carmichael: 8                                                                 | 11 de março de 2017     |
| Chris Gethard: Career Suicide                                                        | 6 de maio de 2017       |
| T.J. Miller: Meticulously Ridiculous                                                 | 17 de junho de 2017     |
| George Lopez: The Wall, Live from Washington D.C.                                    | 5 de agosto de 2017     |
| Felipe Esparza: Translate This                                                       | 30 de setembro de 2017  |
| Michelle Wolf: Nice Lady                                                             | 2 de dezembro de 2017   |
| Bill Maher: Live from Oklahoma                                                       | 7 de julho de 2018      |
| Drew Michael: Drew Michael                                                           | 25 de agosto de 2018    |
| Flight of the Conchords: Live in London                                              | 6 de outubro de 2018    |
| Amanda Seales: I Be Knowin'                                                          | 26 de janeiro de 2019   |
| My Dad Wrote a Porno                                                                 | 11 de maio de 2019      |
| Ramy Youssef: Feelings                                                               | 29 de junho de 2019     |
| Gary Gulman: The Great Depresh                                                       | 5 de outubro de 2019    |
| Daniel Sloss: X                                                                      | 2 de novembro de 2019   |
| Lil Rel Howery: Live in Crenshaw                                                     | 23 de novembro de 2019  |
| Dan Soder: Son of a Gary                                                             | 7 de dezembro de 2019   |
| Whitmer Thomas: The Golden One                                                       | 22 de fevereiro de 2020 |